# Psicologia della pubblicità
La psicologia della pubblicità è lo studio dei meccanismi e delle tecniche persuasive che si trovano dietro il messaggio pubblicitario e che il pubblicitario, ovvero colui che studia ed elabora dal punto di vista creativo e psicologico la pubblicità, escogita per convincere gli spettatori a comprare il prodotto da lui reclamizzato. Infatti, dietro al messaggio che viene trasmesso dai media, ci sono strategie, tattiche, metodi e uno studio molto approfondito per attirare l'attenzione dell'osservatore e manipolare i suoi comportamenti, incidendo scase converter, le sue necessità e sul suo comportamento. I meccanismi creativi che regolano l'emissione pubblicitaria sono estremamente complessi, tanto da aver generato, negli ultimi trent'anni, una disciplina psicologica sull'argomento.

## La doppia natura del messaggio pubblicitario
Il messaggio pubblicitario ha due funzioni costitutive: è un veicolo d'informazione, ovvero trasmette notizie al pubblico, utilizzando un linguaggio razionale; ma è anche uno strumento di manipolazione e persuasione attraverso un linguaggio emozionale, che cattura l'attenzione dello spettatore e lo coinvolge. Dino Burtini distingue il logos, discorso razionale che dimostra, partendo da assiomi e sviluppandosi attraverso principi logici, dal mythos, tecnica usata in pubblicità, ma non necessariamente portatore di menzogna, piuttosto finalizzato a vincere le resistenze dell'interlocutore.

### Effetti della pubblicità sull'individuo
Vance Packard, esperto nel campo della pubblicità, nel suo libro pubblicato nel 1957 I persuasori occulti, parla dello spettatore come di un individuo privo di una valutazione o un criterio razionale, ma accecato dal desiderio di possedere l'oggetto o l'idea di cui la pubblicità si fa portatrice a tal punto da entrare, senza rendersene conto, nel meccanismo manipolatore della psicologia della pubblicità. Packard distingue da una parte il popolo, ovvero una massa informe plasmabile, e dall'altra i persuasori, o peggio, i manipolatori. In pubblicità viene data molta importanza alla replica infinita del messaggio che dà luogo al bombardamento pubblicitario, in modo tale che il destinatario si trovi in una situazione di déjà-vu, continuamente bombardato da messaggi brevi, concitati e ripetuti in maniera ossessiva. Avere familiarità e conoscenza dell'oggetto reclamizzato aumenta la percezione di gradevolezza di questo e fa sì che il compratore sia attratto piacevolmente dall'acquisto. Inoltre si parla di primacy e recency, ovvero alcuni studi dimostrano che nella mente del destinatario rimangono più impresse le prime e le ultime informazioni di un messaggio.

### Unione di dato e nuovo
Il messaggio pubblicitario è un'unione di elementi già fissati e conosciuti e di elementi del tutto nuovi: infatti, come ricorda Umberto Eco, “il discorso pubblicitario riesce convincente solo là dove gioca su sistemi di attese (opinioni, propensioni emotive, stereotipi ideologici e di gusto) già assestati. In altri termini, il discorso pubblicitario riesce a convincere l'utente solo di ciò che esso conosce (crede) o desidera già”. Il messaggio pubblicitario deve stupire l'osservatore con qualcosa di curioso e accattivante, enfatizzando l'effetto sorpresa e dando l'idea che ciò di cui si sta parlando sia qualcosa di nuovo e soprattutto di diverso rispetto a prima. Il pubblicitario deve elaborare la soluzione più adatta a sintetizzare in un'unica esperienza le numerose situazioni, con le quali il destinatario si confronta nella quotidianità di tutti i giorni: in questo modo l'utente è rassicurato da una situazione in cui si ritrova e si riconosce. Leon Festinger ha elaborato la teoria della dissonanza cognitiva, secondo la quale l'uomo è portato alla coerenza tra le proprie opinioni e credenze, e i propri comportamenti. L'eventuale dissonanza o incoerenza tra il pensiero e l'azione crea uno stato di disagio mentale, che deve essere eliminato, portando l'individuo a modificare il proprio comportamento.

### La pubblicità come la retorica
Il concetto della dicotomia nuovo-conosciuto non è assolutamente una novità, ma ha radici molto antiche che affondano nella classicità greca: la pubblicità, in questo senso, si colloca nella tradizione retorica elaborata sin dai tempi dei sofisti e di Aristotele. La pubblicità può essere paragonata alla retorica, in quanto riprende i suoi meccanismi e soprattutto i suoi obiettivi: docere, cioè trasmettere informazioni; movere, ovvero suscitare un'emozione e trascinare l'ascoltatore; delectare, cioè tener vivo l'interesse dell'ascoltatore, rendendo piacevole ciò che sta ascoltando. Il compito più importante dell'oratore, nella retorica, e del pubblicitario è la inventio, l'elaborazionoie degli argomenti che sono più adatti a persuadere e la strategia che egli segue per orientare il comportamento del consumatore. La retorica classica usava la strategia del ricorso alle emozioni per attirare l'attenzione dei destinatari e convincerli di una determinata tesi.

## Il messaggio come intermediario tra il pubblicitario e il cliente
Il primo principio dei pubblicitari, al fine di vendere un prodotto, è quello di entrare nella testa del cliente e capire quali sono le sue motivazioni per comprare. Fatto ciò, il pubblicitario, con il suo prodotto, deve soddisfare tali motivazioni e disporre del prodotto migliore sul mercato, per il suo cliente. Deve analizzare il mercato, la concorrenza, i clienti e deve convincere questi ultimi che il prodotto in esame sarà vantaggioso e porterà benefici.

### Il comportamentismo
L'obiettivo della psicologia della pubblicità è quello di motivare il comportamento del consumatore al fine di vendere un prodotto e, in maniera più generale, un'idea. Il consumatore parte dalla non consapevolezza dell'esistenza di un prodotto e arriva alla sua superficiale conoscenza; se è interessato al prodotto sul mercato approfondisce questa conoscenza che diventa comprensione. Dopodiché viene persuaso sull'acquisto del prodotto e quindi viene sollecitato all'azione. All'Università Yale, negli Stati Uniti, sono stati elaborati studi sui meccanismi comunicativi da William McGuire, il quale divide la comunicazione pubblicitaria in sei fasi:
1. presentazione del messaggio (il ricevente viene messo in grado di essere raggiunto dal messaggio);
2. attenzione che il ricevente deve prestare al messaggio;
3. comprensione dei contenuti;
4. accettazione da parte del ricevente della posizione sostenuta dal messaggio;
5. memorizzazione della nuova opinione, in modo tale da farla propria;
6. conseguente comportamento.

La pubblicità deve sollecitare, nel pubblico cui si rivolge, un bisogno, reale o indotto, che possa essere poi soddisfatto dall'acquisto del prodotto reclamizzato. La teoria psicologica su cui si basa la pubblicità è il comportamentismo ("behaviorism"): essa cerca di comprendere le relazioni tra stimoli e risposte comportamentali. L'uomo riceve uno stimolo dall'ambiente, che coincide con un suo bisogno fisiologico; in lui, quindi, scaturisce una reazione: il compito del comportamentismo è scoprire le leggi che determinano il comportamento dell'uomo. Le risposte dell'individuo migliorano progressivamente, tramite una sequenza di prove ed errori, fino a trovare un tipo di risposta valida a soddisfare il bisogno. Packard individua otto bisogni segreti, Bootsfahrschule Basel  e determinano gli atteggiamenti dei compratori; gli otto bisogni, che devono essere soddisfatti dall'individuo attraverso l'acquisto di determinati prodotti, sono:
- sicurezza emotiva: per esempio l'acquisto di un frigorifero rappresenta la sicurezza per l'individuo che in casa ci sia sempre da mangiare;
- stima e considerazione: l'acquisto di una valigia conferisce importanza al suo possessore;
- esigenze dell'ego: alcuni scrittori pagano gli editori affinché pubblichino le loro opere; in questo modo, vedendo la propria opera stampata, ne traggono soddisfazione;
- impulsi creativi: i preparati istantanei per la tavola in cucina esprimono la creatività e l'ingegnosità dell'individuo;
- speculazione sull'affetto: la pubblicità spesso specula e gioca sugli affetti e sui sentimenti dell'uomo;
- senso di potenza: il fascino che esercita sugli individui qualsiasi prodotto che offre un aumento della potenza personale;
- legami familiari: il riferimento alla tradizione e ai tempi passati e perduti;
- bisogno di immortalità: l'uomo è spaventato dalla morte e dalla completa obliterazione.

Secondo Packard, gli individui proiettano se stessi nei prodotti che acquistano e, a loro volta, i prodotti hanno un effetto psicologico su chi li possiede. Packard analizzò attentamente i desideri nascosti, i bisogni e gli impulsi irrazionali del pubblico, per trovarne i punti più vulnerabili. Tra i fattori inconsci presenti negli uomini si scoprirono la tendenza al conformismo, il bisogno di stimoli e di sicurezza; l'uomo si sente felice e sicuro quando vive esperienze simili agli altri, quando viene omologato agli altri. Hepner, nel 1947, propone la teoria AIDA, che esplicita su cosa si deve concentrare l'attenzione del pubblicitario al fine di arrivare al consumatore. La sigla è formata dalle iniziali delle parole Attenzione, Interesse, Desiderio e Acquisto: il creativo deve prima di tutto attrarre l'attenzione dello spettatore, catturarlo; ma ciò non è sufficiente, perché l'attenzione deve essere mantenuta: il pubblicitario deve suscitare, quindi, l'interesse del destinatario. Il messaggio pubblicitario deve attivare il desiderio del possesso del prodotto, grazie al quale il destinatario viene ossessionato dal suo acquisto.

### Cambiare l'opinione dei consumatori
La pubblicità non deve semplicemente dire qualcosa al consumatore, ma deve far succedere qualcosa nella sua mente e nella sua percezione: può rimuovere un pregiudizio, può consolidare una convinzione, cambiare un'opinione, costruire un'idea, renderlo cosciente di un problema o di un vantaggio che il prodotto pubblicizzato può avere. In ogni caso, deve modificare il suo comportamento. Il primo passo da compiere è la conoscenza dell'attuale posizione del consumatore; fatto ciò, il creativo deve decidere, in base alle esigenze esaminate e alle caratteristiche del prodotto, qual è l'atteggiamento che vuole modificare. Il pubblicitario conosce bene il prodotto che deve vendere e il consumatore, i vantaggi dell'uno e le necessità dell'altro: il suo compito è trovare il punto di confluenza, il nesso di unione, per avvicinare l'uno all'altro. Il pubblicitario si trova ad analizzare da una parte la situazione di partenza della marca che pubblicizza il prodotto e il suo contesto attuale; dall'altra l'obiettivo e la situazione in cui vorrebbe portare la marca. Deve riuscire a passare dalla prima posizione citata all'altra, deve passare dal come è percepito al come vorrebbe essere percepito. Ecco che nasce la strategia, ovvero la strada per portare la marca in una situazione diversa da quella attuale, il modo in cui il pubblicitario fa cambiare idea al consumatore, il cambiamento che desidera ottenere nella sua percezione.

## L'analisi del destinatario
Il compito dei creativi sta nell'analizzare il target di riferimento, capire ciò di cui ha bisogno, le sue esigenze, le sue richieste e creare uno spot pubblicitario che sia adatto a ogni tipo di utente. Il consumatore deve rivelare al pubblicitario le esigenze, i desideri, gli atteggiamenti, le aspirazioni, l'immagine che ha di sé, il ruolo che il prodotto proposto ha nella sua vita. E deve soprattutto spiegare come fa le sue scelte nel settore interessato. Il pubblicitario deve saper ascoltare il suo interlocutore, deve approfondire e capire le sue osservazioni, le sue incertezze, deve trarne ispirazione e insegnamento per fare meglio. Nella pubblicità, il creativo deve saper esprimere, con le parole del consumatore, ciò che quest'ultimo pensa, nella sua lingua viva, umana e naturale; non quello che il creativo dice, ma le cose assai diverse, che il consumatore penserà dopo aver digerito, trasformato e assimilato il messaggio e averlo collocato nel suo sistema percettivo. Il pubblicitario deve immaginarsi parte di quel pubblico cui si rivolge, deve immedesimarsi con esso, in quanto deve capire qual è il messaggio che vorrebbe ascoltare e vedere (messaggio che vedrà lo spettatore), che sia interessante dal punto di vista funzionale, ma anche piacevole e accattivante dal punto di vista estetico. Non vengono classificate persone, ma comportamenti: la stessa persona, infatti, può essere un consumatore diverso secondo il prodotto, l'occasione d'uso, il mezzo attraverso il quale viene raggiunto. Un'azienda che desidera raggiungere un certo segmento di consumatori (o target group), dovrà dare al suo prodotto le caratteristiche che a quel segmento interessano.

### Utilità e beneficio
Segmenti diversi di consumatori cercano una diversa utilità (consumer benefit) nel prodotto. Non è importante parlare del prodotto, ma si deve parlare al consumatore del beneficio che ne avrà. Il consumatore, in realtà, non è una persona, ma costituisce una relazione tra una persona e un certo specifico beneficio che può essere offerto dal prodotto: il consumatore non compra prodotti, ma utilità per lui. Si possono distinguere tre tipi di utilità per il gruppo di riferimento:
- razionali: utilità pratica, vantaggi materiali, funzione e metodo d'uso;
- sensoriali: quali sensazioni il consumatore riceve dalla percezione del prodotto;
- emozionali: quali sentimenti evoca il prodotto nel destinatario.

Il consumatore deve far capire al creativo il suo rapporto con il tipo di utilità che il prodotto propone.

## La persuasione e la sua applicazione in pubblicità
Negli ultimi anni, si è sviluppata l'esigenza di poter influenzare la risposta dell'interlocutore all'emissione del messaggio: in questo modo è iniziata, nella storia dell'evoluzione umana, la ricerca di quegli elementi che potevano produrre quell'influenza così determinante, cioè la persuasione. Questa induce un cambiamento dell'opinione altrui per mezzo di un trasferimento di idee, un passaggio di puri contenuti mentali.

### Persuasione e periodo storico
Sin dai tempi primitivi, l'esigenza di comunicazione e di azione è legata all'appagamento dei bisogni. Nell'uomo, l'esigenza del linguaggio è stata fondamentale per la sopravvivenza: infatti egli, per soddisfare i suoi bisogni, ha dovuto trasmettere informazioni. Quando l'individuo, come dichiara il comportamentismo, deve cercare un tipo di risposta valida a soddisfare il suo bisogno, riprende indubbiamente i principi di sopravvivenza primitivi. Nel corso degli anni nasce la persuasione, il poter convincere, se non addirittura indirizzare il comportamento degli uomini. La persuasione e le strategie di manipolazione assumono valore differente a seconda del periodo storico in cui sono collocate: infatti, esse vengono adattate e messe al servizio della società che si realizza in un determinato contesto storico, culturale e sociale. La possibilità di influenzare il complesso delle interazioni umane, attraverso le pratiche discorsive, ha fatto sì che le classi dominanti e i ceti emergenti abbiano cercato, con il passare del tempo, di conquistare il monopolio dello strumento linguistico e della società. Nella storia recente, durante le grandi dittature europee nel ΧΧ secolo, in Italia si è avuto un rigoroso controllo dell'informazione, operato da Mussolini, per imporre idee e opinioni, e per dirigere l'opinione pubblica verso una posizione a sostegno del regime fascista. Successivamente, il termine persuasione indicò l'influenza sulle masse attraverso la manipolazione della psicologia dell'individuo; oggi la comunicazione persuasiva cerca di far accettare volontariamente il messaggio al destinatario.
Nell'ambito della psicologia della pubblicità, durante il corso della storia, si evidenziano tre grandi scuole di pensiero psicologico:
- teoria psicoanalitica: i principi della psicoanalisi vengono studiati e utilizzati dalla pubblicità che scava nel significato nascosto delle cose e quando lo ha scoperto, elabora una campagna che fa appello alle nostre più profonde motivazioni. La corrente psicoanalitica parla di Ricerca motivazionale, che ha come obiettivo quello di scovare le motivazioni, il perché di determinati comportamenti. Il suo principale profeta era Ernest Ditcher, professore austriaco che sosteneva che, utilizzando le teorie freudiane si potevano individuare le motivazioni profonde dei consumatori, indirizzandoli all'acquisto di un prodotto[10];
- teoria cognitiva: il ricevente non è un oggetto passivo, che subisce soltanto e non ha personalità, ma è attivo, con idee, stati d'animo, bisogni e quindi la persuasione dipende dalle reazioni che suscita in lui;
- teoria dell'apprendimento: un messaggio si definisce persuasivo quando viene capito, appreso e accettato dal ricevente. Per fare ciò, il messaggio deve rispettare quattro regole fondamentali: attirare l'attenzione del ricevente; i ragionamenti e la logica contenuti nel messaggio devono essere compresi; i messaggi devono essere accettati come veri e possibili; è necessario che ci sia un incentivo.

### Vicary e l'esordio della pubblicità subliminale
James McDonald Vicary, studioso di psicologia sociale, è stato il primo ad applicare una tecnica di persuasione pubblicitaria che chiamò pubblicità subliminale, all'interno di una sala cinematografica statunitense . Durante la proiezione del film Picnic (film) apparivano ad una velocità di 1/3000 di secondo le frasi "Hai fame? Mangia popcorn e bevi Coca Cola". In conseguenza a questa manipolazione le vendite di popcorn si incrementarono quasi del 58% e quelle di Coca Cola del 18%. Non riuscendo a riverificare le conclusioni con esperimenti successivi, Vicary dovette ammettere di avere inventato tutto per la sua agenzia pubblicitaria .

### Cheskin, pubblicità e psicoanalisi
La maggior parte del lavoro svolto da Louis Cheskin, interessato all'applicazione della psicanalisi alla pubblicità, consisteva nel determinare il potere di suggestione che le confezioni dei prodotti avevano sul pubblico. Cheskin ha lavorato per varie ditte tra cui Philip Morris alla quale ha suggerito di utilizzare due tipi di colori nella produzione dei pacchetti di sigarette, in modo da incrementare le vendite sia tra il pubblico femminile che tra quello maschile.

### Cialdini e i suoi principi di persuasione
Lo psicologo sociale statunitense Robert Cialdini ha individuato i sei fondamentali principi di persuasione, alcuni dei quali sono stati applicati alla pubblicità. La persuasione induce all'acquisto del prodotto, utilizzando varie strategie; le armi di persuasione utilizzate da Cialdini, in riferimento alla pubblicità sono:
- la simpatia: è la propensione ad acconsentire alle richieste provenienti da persone che si conoscono e che risultano gradevoli. Comprende l'utilizzo di soggetti piacevoli e attraenti all'interno della pubblicità stessa e si attribuiscono a loro altre caratteristiche positive che non hanno niente a che fare con la percezione della sola bellezza. È il caso dei testimonial, ovvero personaggi famosi che si prestano a pubblicizzare il prodotto, talvolta dichiarandosene utilizzatori abituali. Questo tipo di pubblicità funziona molto, perché per convincere è necessario che la fonte dell'informazione sia conosciuta, autorevole e, soprattutto credibile;
- l'autorità: gli uomini sono abituati a rispettare le disposizioni assegnate da figure autoritarie e istituzionali, ma spesso è sufficiente la sola apparenza di autorità. È curioso osservare che la scientificità del prodotto viene suggerita facendolo presentare da persone che hanno il compito di sembrare scienziati, poiché indossano un camice bianco, portano gli occhiali e hanno un'aria dottorale. Questi fanno sì che il prodotto superi una serie interminabile di prove e così dimostrano scientificamente e sperimentalmente la loro efficacia. Quando si parla quindi, di linguaggio scientifico in pubblicità, non ci si riferisce al linguaggio razionale, ma ad un artificio retorico che, creando l'illusione di un'apparente razionalità, garantita dalla scientificità, amplifica anzi l'impatto emotivo della comunicazione. Funzionano quindi i tecnicismi tratti dalle scienze: essi incutono rispetto e garantiscono con la loro sola presenza la validità del prodotto.
- la scarsità o timore di restare privi di qualcosa: è il caso della promozione, strumento di vendita perfettamente legittimo, perché si basa sui meccanismi basilari della domanda e dell'offerta: quando la domanda è stanca ed esaurita, bisogna ravvivarla con offerte più attraenti e convenienti. Se la pubblicità ha lo scopo di creare una generica propensione all'acquisto, la promozione spinge direttamente all'acquisto di un certo prodotto, proponendo un'offerta eccezionale e limitata nel tempo. La disponibilità limitata di un'opportunità spinge a desiderarla maggiormente, per paura della sua perdita. La promozione è sempre piuttosto gridata, i messaggi sono pieni di colori e di scritte vivaci, si fa appello a sentimenti infantili (il regalo, il premio, il gioco), e così facendo si induce il consumatore a comprare cose che magari non gli servono realmente, solo per il timore di lasciarsi sfuggire l'occasione. Il motivo di un comportamento di questo genere è rintracciabile nella perdita di manovrabilità e di libertà che si percepisce quando si restringono le possibilità e le opzioni di scelta.

### Fear arousing appeals
I creativi adottano questa particolare tecnica per attirare l'attenzione degli spettatori e per far risaltare il proprio messaggio pubblicitario tra tutti gli altri. Questi messaggi evocano sentimenti negativi, come paura o addirittura terrore: questo timore può essere alleggerito solo attraverso l'acquisto del prodotto. Questo è un utilizzo di emozioni forti per vendere il prodotto e fa leva sui fattori psicologici dell'individuo. I messaggi contenenti fear arousing appeals si compongono di tre fasi:
1. la prima fase implica la creazione di una situazione minacciosa e paurosa;
2. seconda fase: il pericolo viene descritto in modo tale da essere abbastanza serio da giustificare l'attenzione e la tensione del destinatario;
3. nella terza fase viene fornita la soluzione per la riduzione della paura: soluzione che viene identificata con l'acquisto del prodotto ed è seguita da rassicurazioni, in modo tale da sottolineare che, seguendo le raccomandazioni fornite dal messaggio, non si corre alcun rischio.

## Una lingua per vendere
La capacità per il messaggio pubblicitario di essere efficace e persuasivo si realizza sia a livello della denotazione, cioè del significato letterale e immediato di un termine, che soprattutto a quello della connotazione, cioè del significato ulteriore del termine, ovvero di quel valore supplementare, allusivo, evocativo, di tutto ciò che ruota intorno al termine puro e crudo. Si assiste quindi a una smaterializzazione del prodotto, poiché esso non è inteso come semplice e reale oggetto, ma l'importante è tutto ciò che il pubblicitario ha creato intorno al prodotto stesso. Il messaggio pubblicitario deve essere caratterizzato da efficacia, sinteticità e facile memorizzazione. Per fare ciò, la lingua italiana è utilizzata a fini pubblicitari, non è più una lingua usata per comunicare qualcosa ma diventa una lingua per vendere: si parla di lingua venduta, nel senso che essa viene completamente strumentalizzata e soggiogata ai fini persuasivi della pubblicità. Anche alla lingua dei media, come in primo luogo alla lingua italiana, è possibile applicare la classificazione delle funzioni dei segni linguistici, elaborata dal linguista Roman Jakobson:
- funzione conativa o imperativa, che in questo caso consiste nell'indurre in maniera diretta e assoluta all'acquisto del prodotto ed è quella privilegiata nell'ambito della pubblicità;
- funzione denotativa o referenziale, che illustra i vantaggi e le caratteristiche del prodotto;
- funzione fàtica o di contatto, che tramite un'immagine o una sensazione evoca il prodotto;
- funzione metalinguistica, che fa risaltare un prodotto originale rispetto alle imitazioni e crea una dipendenza dal prodotto stesso;
- funzione emotiva o espressiva, che evoca delle sensazioni nel destinatario;
- funzione estetica o poetica, dove il messaggio pubblicitario è espresso attraverso figure retoriche.

## Pubblicità non commerciale
Oltre alla pubblicità classica, che ha come unico scopo la vendita di un prodotto, esiste un altro tipo di pubblicità: la pubblicità non commerciale o di prevenzione. Quest'ultima si basa, oltre che sulla persuasione come la pubblicità classica, anche sulla dissuasione, cioè sul dissuadere qualcuno da un comportamento ed è una pubblicità di educazione comportamentale poiché si prefissa di modificare il comportamento sbagliato e dannoso dell'individuo, e ne suggerisce altri positivi e costruttivi. Insegna ed educa il pubblico verso una sensibilità nei confronti delle problematiche civili e sociali e il più significativo esempio di questo tipo di pubblicità in Italia è Pubblicità Progresso, un'associazione di volontariato nata negli anni '70, che ha lo scopo di risolvere problemi morali ed educativi della comunità, attraverso l'ideazione, l'elaborazione e la realizzazione di campagne di pubblico interesse.